# Пирамида (фильм, 2014)
«Пирамида» (англ. The Pyramid) — американский фильм ужасов 2014 года французского режиссёра Грегори Левассёра.
Премьера в США состоялась 5 декабря 2014 года.
Слоган фильма: «You only enter once» ("Ты можешь войти лишь однажды")

## Сюжет
Псевдодокументальный фильм про археологов, имеющий много сцен в стиле «от первого лица».
Группа американских археологов обнаруживает в 2013 году в Египте трёхгранную пирамиду, похороненную глубоко в песке. Она значительно старше других пирамид. Откопав вход в неё, учёные неожиданно получили приказ немедленно покинуть страну из-за военного переворота. Лидер группы доктор Майлс Холден и его дочь Нора спорят, стоит ли им возвращаться обратно. В конце концов, они решают продолжить исследование.
Они направили внутрь пирамиды робот-планетоход, арендованный у НАСА. Вскоре связь с ним оборвалась и учёные решили вытащить робота, но нашли лишь его обломки и заблудились в лабиринте пирамиды. Зайдя в другую комнату, они обнаруживают, что пол в ней неустойчивый. Но слишком поздно. Пол проваливается вместе с членами группы. Захира пригвождает к полу огромным куском камня, в то время как Санни пытается выбраться через отверстие в потолке, но её атакует неизвестное существо. Решив идти дальше, команда оставляет Захира одного с фонарем, пообещав привести помощь. Спустя некоторое время они слышат крики капрала Шадида, а также истеричные крики Захира, но когда возвращаются, застают лишь кровавый след, ведущий к той самой дыре.
Учёные поняли, что не просто оказались в ловушке — на них кто-то охотится. Прокладывая путь через узкий туннель, команда замечает погоню за ними. Их попытался спасти капрал Шадид, но его что-то утащило в туннель, из которого учёные только что выбрались. Учёные продолжают путь и случайно активируют песчаную ловушку. В суматохе Санни случайно падает в яму с кольями, где её терзают кошкоподобные существа. Пока Майлс пытается вытащить свою дочь, оператор Фици тщетно пытается прогнать существ. В конце концов ему удаётся это сделать, кинув в яму фальшфейер. Учёные спускаются в яму и пытаются помочь девушке, но она умирает в муках. Вынужденные двигаться дальше, археологи обнаруживают погребальную камеру, где до них кто-то уже успел побывать. Им оказывается труп масона, лежащий там с XIX века. Нора читает его записи и выясняет, что где-то здесь должен быть выход на поверхность. В этот момент существо пронзает грудь Майлса и извлекает его сердце. Нора и Фици в ужасе бегут прочь, но попав в тупик, оператор решает выйти навстречу существу, дабы заснять его на камеру перед своей смертью. В инфракрасном излучении он видит высокое худое существо,похожее на человека, но с головой волка, ещё не понимая,что это Анубис. Он взвешивает сердце ещё живого Майлса на весах, противовесом которого является перо правды. Не пройдя суд, Майлс умирает после того, как Анубис сжирает его сердце.
Нора понимает, что пирамида является земной тюрьмой египетского бога бальзамирования. А для того, чтобы присоединиться к своему отцу Осирису, повелителю загробного царства, ему нужен человек с чистой душой. Так или иначе, двое оставшихся в живых людей пытаются покинуть пирамиду. Они возвращаются к погребальной камере, где изучают карту ночного неба. Найдя шахту, по которой к ним спустился Шадид, они поднимаются наверх по верёвочной лестнице. На полпути Анубис хватает Фици и уносит его, а затем и Нору, сумевшую добраться до самого верха.
Нора приходит в себя и замечает трупы людей,  а также живого Фици, голову которого Анубис давит своей ногой. Он уже готов провести ритуал, но девушке удаётся освободиться и даже ранить Анубиса. Путь ей преграждают кошкоподобные существа, которые внезапно нападают не на неё, а на бога. Пока Анубис разбирается с существами, Нора отчаянно пытается убежать. Измождённая девушка добирается до поверхности и падает в обморок. Придя в себя, она замечает египетского мальчика, изучающего её камеру. Дрожащим голосом она просит его о помощи, но он, очевидно, не понимает её языка.
Фильм кончается видом из камеры, где Анубис нападает на мальчика. Камера выключается.

## В ролях
| Актёр                                      | Роль         |
| ------------------------------------------ | ------------ |
| Эшли Хиншоу                                | Нора         |
| Денис О’Хэр                                | Холден       |
| Джеймс Бакли (англ. James Buckley (actor)) | Фитзи        |
| Криста Никола                              | Санни        |
| Амир Камиаб                                | Захир        |
| Файкал Аттугуй                             | капрал Шадид |

## Производство
7 июля 2014 года, 20th Century Fox приобрело права на дистрибуцию фильма, и установила дату выхода 5 декабря 2014 года.

## Прокат
Премьера в Папуа — Новой Гвинее, России и Сингапуре состоялась 4 декабря 2014 года, в Исландии — 2 января 2015 года, в Австрии — 30 января 2015 года.

## Критика
Фильм получил крайне негативные отзывы критиков. Средний рейтинг на агрегаторе Rotten Tomatoes по 45 профессиональным отзывам составил 3 (по 10-балльной шкале) c общим вердиктом «гнилой», на агрегаторе Metacritic — 24 (по 100-балльной шкале, generally unfavorable reviews) по 16 профессиональным отзывам.
Лелси Фелперин из The Hollywood Reporter назвала его «дурно пахнущим во всех смыслах». Алонсо Дюральде из TheWrap сказал: «Конечная мораль „Пирамиды“ и почти любого другого фильма, где подземная мумия, скарабей или гробница сеют хаос, заключается в том, что некоторые вещи никогда не должны были быть раскрыты. Некоторые фильмы тоже».